# 标准导弹
标准导弹（Standard Missile）是指美国制造的系列舰载导弹，其中包括：
- RIM-66飛彈（SM-1MR/SM-2MR），即“標準一型中程飛彈”與“標準二型中程飛彈”[註 1] （页面存档备份，存于），是美國研發的一種艦載中程面對空飛彈（SAM），於1967起開始在美國海軍多種船艦上部署。
- RIM-67导弹（SM-1ER/SM-2ER），即“標準一型長程飛彈”與“標準二型長程飛彈”，增程型面对空导弹（SAM）。
- AGM-78标准导弹，美国通用电气公司开发的美国第二代反辐射导弹[1]。
- RIM-156A/B标准导弹（SM-2ER），原代號RIM-67E，改進自RIM-67D(SM-2ER Block III/IIIC)，為了配合垂直發射系統而改進，增程型面对空导弹（SAM）。
- RIM-161导弹（SM-3），標準三型是使用於神盾系統（Aegis Ballistic Missile Defense System）的艦載反彈道導彈（Anti-ballistic missile，ABM）。雖然主要是設計用於反彈道飛彈用途，但SM-3飛彈也可以當作反衛星武器（Anti-satellite weapon）來使用，可以來對抗位於近地軌道近端的衛星[2]。
- RGM-165飛彈（SM-4 LASM），艦載攻陸飛彈，計畫由庫存的SM-2MR Block2/3改裝而來，但後來計畫取消。
- RIM-174导弹（SM-6 ERAM），标准六型防空反舰两用导弹，是标准二型（SM-2）的升级版。
- AIM-174B导弹，由RIM-174B导弹发展出来的空射版本，具有对空、反舰与及反导三种能力。